# PAIN KILLER
『PAIN KILLER』（ペイン・キラー）は、moumoonの4枚目のオリジナルアルバム。

## 概要
前作『No Night Land』から約1年ぶりのリリース。YUKAは「体の内面をえぐり出すということを意識してつくりました。自分の持っているものをさらけ出してこそ、つくって良かったと思うことが多かったので、今回のアルバムはとても正直なアルバムになっています」「今回のアルバムには「痛み止め」という意味があります。でも、この曲たちには、どれにも、ちょっと、胸が痛くなる音と言葉がのっています。そしてそれが流れ終わった後に、こころにある痛みから、すこしだけ解き放たれるような、そんなアルバムにしたかったのです」と語っている。シングル「Wild Child」は未収録。
今作はCDのみ、CD＋2DVD、CD＋Blu-ray、CD＋2DVDファンクラブ限定盤の4種リリースである。DVD・Blu-rayには、約60分のスタジオライブと今までのmoumoonの歴史を振り返る「moumoon LIVE HISTORY」と3本の映像作品を収録。
今作の発売を記念し、同年1月21日からニコニコ生放送でライブ企画「moumoon 7日間連続生ライブ！～痛いの痛いの飛んでけフライアウィィィィ～」をスタートさせた。ニコニコ生放送史上初の7日間連続生ライブを行った。7日間の総視聴者数は23万人を突破した。

## 楽曲解説
DREAMER DREAMER (PAIN KILLER ver.)
14thシングル。
バニタス
フジテレビ系ドラマ「ドルチェ」主題歌。2012年10月10日より配信開始。テーマは「どうして生きてゆくの」。
儚火
13thシングル。
USTREAM「夏祭り・花火大会特集ページ」イメージソング。
緑の道
ウェブショートムービー「Heather LOVE♡Short Movies」主題歌。
うつくしい人
アルゴ・ピクチャーズ配給映画「リトル・マエストラ」主題歌。
アニベルセル
H.I.S.「ウェディング編」CMソング。YUKAは姉の結婚式を想いながら、花嫁の気持ちを歌った。ゼクシィとのコラボ曲で、同誌の2013年1月号付録の限定盤CDに収録されている。
『Love is everywhere』
キヤノン「IXY」CMソング。
ネバイナフ
BeeTVドラマ「午前3時の無法地帯」主題歌。曲名は「Never Enough」のこと。
どこへも行かないよ
テレビ東京系ドラマ「勇者ヨシヒコと悪霊の鍵」エンディングテーマ。
Flowers (15ips Acoustic ver.)
ボーナス・トラック。CD ONLY盤のみ収録。

## 収録内容

### CD
| 全作詞: YUKA、全作曲: K.MASAKI。 |                                                   |       |            |      |
| #                                | タイトル                                          | 作詞  | 作曲・編曲 | 時間 |
| 1.                               | 「DREAMER DREAMER (PAIN KILLER ver.)」            | YUKA  | K.MASAKI   | 4:23 |
| 2.                               | 「バニタス」                                      | YUKA  | K.MASAKI   | 4:35 |
| 3.                               | 「Help Me」                                       | YUKA  | K.MASAKI   | 2:37 |
| 4.                               | 「PAIN」                                          | YUKA  | K.MASAKI   | 4:33 |
| 5.                               | 「儚火」                                          | YUKA  | K.MASAKI   | 5:15 |
| 6.                               | 「緑の道」                                        | YUKA  | K.MASAKI   | 4:42 |
| 7.                               | 「うつくしい人」                                  | YUKA  | K.MASAKI   | 4:41 |
| 8.                               | 「アニベルセル」                                  | YUKA  | K.MASAKI   | 4:57 |
| 9.                               | 「『Love is everywhere』」                        | YUKA  | K.MASAKI   | 4:28 |
| 10.                              | 「ネバイナフ」                                    | YUKA  | K.MASAKI   | 5:07 |
| 11.                              | 「どこへも行かないよ」                            | YUKA  | K.MASAKI   | 4:55 |
| 12.                              | 「Flowers (15ips Acoustic ver.)」(通常盤のみ収録) | YUKA  | K.MASAKI   | 5:10 |
| 合計時間:                        | 合計時間:                                         | 55:23 |            |      |

### DVD / Blu-ray
| #                        | タイトル                 |                                                                                        |
| Disc 1                   | Disc 1                   | Disc 1                                                                                 |
| moumoon STUDIO LIVE 2013 | moumoon STUDIO LIVE 2013 | moumoon STUDIO LIVE 2013                                                               |
| ------------------------ | ------------------------ | -------------------------------------------------------------------------------------- |
| 1                        | ネバイナフ               |                                                                                        |
| 2                        | バニタス                 |                                                                                        |
| 3                        | DREAMER DREAMER          |                                                                                        |
| 4                        | Butterfly Effect         |                                                                                        |
| 5                        | 3days magic              |                                                                                        |
| 6                        | 儚火                     |                                                                                        |
| 7                        | Sunshine Girl            |                                                                                        |
| 8                        | Yes/No Continue?         |                                                                                        |
| 9                        | 『Love is everywhere』   |                                                                                        |
| 10                       | ハレルヤ                 |                                                                                        |
| 11                       | どこへも行かないよ       |                                                                                        |
| moumoon LIVE HISTORY     |                          |                                                                                        |
| 1                        | HEAVEN                   | 2009.10.3「FULLMOON LIVE SPECIAL 2009 ～中秋の名月～」in 日比谷野外大音楽堂            |
| 2                        | PINKY RING               | 2009.10.3「FULLMOON LIVE SPECIAL 2009 ～中秋の名月～」in 日比谷野外大音楽堂            |
| 3                        | リフレイン               | 2010.9.22「FULLMOON LIVE SPECIAL 2010 ～中秋の名月～」in 恵比寿ザ・ガーデンホール      |
| 4                        | Sunshine Girl            | 2011.6.13「FULLMOON LIVE TOUR 2011「15 Doors ～どこまででもドアー～」in 中野サンプラザ |
| 5                        | Do you remember?         | 2011.6.13「FULLMOON LIVE TOUR 2011「15 Doors ～どこまででもドアー～」in 中野サンプラザ |
| 6                        | Myself                   | 2011.6.13「FULLMOON LIVE TOUR 2011「15 Doors ～どこまででもドアー～」in 中野サンプラザ |
| 7                        | We Go                    | 2012.4.1「FULLMOON LIVE TOUR 2012 ～脳内ランドツアー～」FINAL in NHKホール             |
| Disc 2                   |                          |                                                                                        |
| 1                        | 緑の道                   | video clip                                                                             |
| 2                        | うつくしい人             | video clip                                                                             |
| 3                        | PAIN KILLER              | making clip                                                                            |

## 演奏
- YUKA
  - Vocals & Chorus
  - Arrangement (#1.3.10)
  - Hi-hat (#1)
- 柾昊佑
  - Sound Produce, Guitars & Chorus
  - Arrangement (#1-7.9.10.11.12)
  - Keyboards (#5)
  - Programming (#2.5)
- 蔦谷好位置
  - Sound Produce, Arrangement & Programming (#2.5.7)
  - Piano (#2)
  - Keyboards & Rhodes Piano (#5)
  - Strings Arrangement (#5.7)
- 栗林悟：Arrangement, Programming & Keyboards (#8)
- sammy：Arrangement & Guitar (#11)
- 種子田健：Bass (#2.11)
- 松原“マツキチ”寛：Drums (#2.3.10.11)
- 山田"Anthony"サトシ：Bass (#3.7.10)
- 弦一徹：Strings Arrangement (#4)
- 弦一徹ストリングス：Strings (#4.5.7)
- 根岸孝旨：Bass (#4.6)
- 河村“カースケ”智康：Drums (#4.5)
- 小倉博和：Gut Guitar & Ukulele (#5)
- 朝川朋之：Harp (#5)
- 松原秀樹：Bass (#5)
- 佐野康夫：Drums (#6.7)
- 川上鉄平、中野勇介：Trumpet (#7)
- 千葉純治：Wurlitzer (#11)